# Awad Hamed al-Bandar
Awad Hamad al-Bandar (2 de janeiro de 1945 – Bagdá, 15 de janeiro de 2007) foi um juiz chefe do Iraque sob a presidência de Saddam Hussein.

## Biografia
Al-Bandar era o líder do Tribunal Revolucionário que editou a sentença de morte de 143 residentes da cidade xiita de Dujail, como resultado do atentado falhado ao presidente no dia 8 de Julho de 1982 (um ano antes de os E.U.A. assumirem relações diplomáticas com Hussein para ajudar na derrota do seu inimigo comum, o Irão). No Julgamento de Saddam Hussein Awad foi visado por crimes contra a Humanidade, pela emissão de sentenças de morte. No dia 5 de Novembro de 2006, Awad foi sentenciado à morte por enforcamento, tal como Saddam Hussein e Barzan Ibrahim al-Tikriti.

## Execução
O resultado da sentença foi muito esperado, só sendo transmitido no dia 30 de dezembro de 2006, pouco antes das 6h00 (hora do Iraque) desse dia. Saddam foi de facto enforcado às 6h05 hora do Iraque. Inicialmente acreditava-se que Barzan e Awad também teriam sido enforcados com ele. Algumas horas depois, um comunicado oficial informou que as execuções de Awad e Barzan haviam sido adiadas para dar um significado especial ao dia da execução de Saddam. Os Estados Unidos invocaram que eles não tinham os meios logísticos (helicópteros) para embarcarem os restantes dois condenados para o local da execução; O governo do Iraque disse mais tarde que não haviam tido tempo.
No dia 31 de janeiro de 2007, um oficial do governo iraquiano disse à Associated Press que os enforcamentos do meio-irmão de Saddam, Barzan Ibrahim, chefe dos serviços secretos, e de Awad Hamed al-Bandar, o juiz chefe do Tribunal Revolucionário estavam a ser preparados para 4 de janeiro de 2007. Foram ambos enforcados antes do amanhecer de 15 de janeiro de 2007. Foram dados como mortos às 3h05, hora de Bagdad. Não foi permitido ao seu advogado estar presente, tal como acontecera com Saddam e al-Tikriti. al-Bandar tinha 62 anos.